# حديقة أولنكا الوطنية
حديقة أولنكا الوطنية (بالفنلندية: Oulangan kansallispuisto) حديقة وطنية في إقليمي بوهيانما الشمالية ولابي الفنلنديين ، تغطي مساحة 270 كيلومتراً مربعاً. أُنشأت في عام 1956 وتمت توسعتها مرة أخرى في عامي 1982 و 1989، تحدها حديقة بآنايارفي الوطنية في روسيا. السكان الأوائل في المنطقة كانوا لابيين الذين عاشوا هنا حتى نهاية القرن السابع عشر، والذين كان عليهم أن يفسحوا المجال للمستوطنين الفنلنديين. لئن كان الصيد وصيد الأسماك والزراعة لاحقاً المهن الأولية للناس الذين يعيشون هناك، فإن السياحة اليوم هي أكثر النشاطات الملحوظة. من عام 1930، أبقت الرابطة الفنلندية القوارب السياحية في النهر وتجديد كبائن خشبية وجدت في جميع أنحاء الحديقة لأغراض السكن. ويمكن استخدام هذه الكبائن مجاناً من قبل أي المتنزهين في المنطقة ، شريطة تتبع بعض الإرشادات والقواعد الأساسية التي تتعلق بحالة المقصورات، وإمدادات الخشب ، وحماية الطبيعة المحيطة.